# Torche
Torche is een Amerikaanse heavy metalband uit Miami, Florida. De groep werd geformeerd in 2004 en heeft vijf volledige studioalbums, vier ep's, twee gesplitste albums en drie singles uitgebracht. Ze brachten hun vijfde volledige studioalbum Admission uit op 12 juli 2019.

## Bezetting
Huidige leden
- Steve Brooks (zang, e-gitaar, 2004–heden)
- Jonathan Nuñez (gitaar, 2017–heden), (basgitaar, 2004–2017)
- Rick Smith (drums, 2004–heden)
- Eric Hernandez (basgitaar, 2017–heden)

Voormalige leden
- Juan Montoya (gitaar, 2004 – december 2008)
- Andrew Elstner (gitaar, zang, januari 2011 – november 2016)

## Geschiedenis
De band werd in 2004 gevormd door Steve Brooks (ex-Floor), Juan Montoya (ex-Floor, ex-Cavity, ex-Ed Matus Struggle), Jonathan Nuñez en Rick Smith (die ook in de grindcore-band Shitstorm speelden), Tyranny of Shaw, Adore Miridia, de screamo-band Tunes for Bears to Dance To en punkband Post-Teens). Volgens MTracks.com: Hun muziek heeft een uniek, hard inslaand geluid dat een breed scala aan emoties oproept, en ze hebben een grote schare fans over de hele wereld. Ze toerden met Mogwai, Isis, Pelican, Clutch, Black Cobra, Baroness, Jesu, The Sword, Coheed and Cambria, Stinking Lizaveta, Harvey Milk, Boris en High on Fire. Steve Brooks heeft echter gezegd dat ze zichzelf niet als een metalband beschouwen. Bij het beschrijven van het geluid van de band zei Smith in een interview: Voor mij is het vooral een combinatie van alles waar we als band gezamenlijk naar luisteren. We nemen wat we leuk vinden van waar we mee zijn opgegroeid en gebruiken het zo creatief als we kunnen. Ik denk dat de vermenging van verschillende geluiden van nature komt, gewoon omdat we allemaal een verschillende muzikale achtergrond hebben en toch een heleboel gemeenschappelijke interesses hebben. In termen van toeren zei Brooks dat Torche meer een jong publiek aanspreekt.
Op 8 april 2008 bracht de band hun tweede volledige album Meanderthal uit. Het werd geproduceerd door Kurt Ballou (Converge, Genghis Tron). Het kreeg lovende kritieken van onder meer Decibel Magazine, die Meanderthal op #1 op hun lijst van de Top 40 Extreme Albums van 2008 plaatste en Pitchfork Media, die het album een 8,2/10-score gaven in hun recensie. In een interview zei Brooks dat de band zelf het concept van het album op het gebied van artwork en verpakking bedacht, samen met Aaron Turner. Brooks heeft ook gezegd dat de band zich qua schrijfmateriaal concentreert op wat ze leuk vinden, in plaats van zich zorgen te maken over een tegenstroom van hun fans. Gitarist Stephen Brooks is een van de weinige openlijk homoseksuele muzikanten in het metalcircuit. Hij deed in 2008 een rondetafelgesprek op thestranger.com met andere openlijk homoseksuele muzikanten zoals Brian Cook (Russian Circles, Sumac, These Arms Are Snakes, Botch) en Juan Velazquez van Abe Vigoda.
Eind 2008 verliet Juan Montoya de band, een stap die werd toegeschreven aan muzikale verschillen. Steve Brooks zei: Hij is een geweldige gitarist, maar we zitten gewoon niet op dezelfde lijn ... maar Torche zal nog steeds doorgaan als een driedelige band. Vanaf 2010 sloot Juan Montoya zich aan bij de ex-Bloodsimple-leden Bevan Davies en Kyle Sanders, en Charlie Suarez van Sunday Driver om de band MonstrO te creëren. In een interview met Malia James onthulde Brooks dat het vertrek van Montoya bitter was en gepaard ging met fysiek geweld tussen de twee. Torche ging op tournee met bands als dredg in april 2009 en een ander met een herenigde Harvey Milk. De band opende voor Coheed and Cambria tijdens hun headliner tournee samen met Circa Survive in het voorjaar van 2010. Een van Torche's eerste festivaloptredens was op Incubate in 2006. Daarna speelde de band op SXSW in 2008. Op 14 januari 2011 werd op het Riverfront Times-blog aangekondigd dat Andrew Elstner (Riddle of Steel, Tilts) zich bij Torche zou voegen. De band bracht hun vierde volledige album Restarter uit in februari 2015 bij Relapse Records. Torche kondigde hun vijfde volledige plaat Admission aan op 19 mei 2019, met de publicatie van het nummer Slide. Het album is uitgebracht bij Relapse Records 12 juli 2019.

## Discografie

### Singles
- 2010	King Beef Chapter Ahead Being Fake
- 2011	U.F.O. Songs for Singles
- 2012	Pow Wow / 80s Prom Song	Decibel Flexi-Disc Series
- 2012	Kicking Harmonicraft
- 2012	Harmonslaught (Songs later uitgebracht op een deluxe versie van Restarter)
- 2013	Keep Up/Leather Feather

### Studioalbums
- 2005:	Torche Robotic Empire/ Rock Action Records
- 2008:	Meanderthal	Hydra Head Records/ Robotic Empire
- 2012:	Harmonicraft Volcom Entertainment
- 2015:	Restarter Relapse Records
- 2019:	Admission Relapse Records

### Ep's
- 2007:	In Return Robotic Empire/Rock Action Records
- 2009:	Healer / Across the Shields	Hydra Head Records
- 2009:	Meanderthal Demos Rotting Chapel
- 2010:	Songs for Singles Hydra Head Records

### Splits
- 2009:	Chapter Ahead Being Fake (split met Boris)	Daymare Records
- 2011:	Torche / Part Chimp	Chunklet